# Kråkholmen (vid Lielaxön, Pargas)
Kråkholmen är en ö i Finland. Den ligger i Skärgårdshavet och i kommunen Pargas i den ekonomiska regionen  Åboland i landskapet Egentliga Finland, i den sydvästra delen av landet. Ön ligger omkring 19 kilometer sydöst om Åbo och omkring 140 kilometer väster om Helsingfors.
Öns area är 5,9 hektar och dess största längd är 380 meter i sydväst-nordöstlig riktning. Ön höjer sig omkring 30 meter över havsytan. I omgivningarna runt Kråkholmen växer i huvudsak blandskog.